# Ерик Варга
Ерик Варга (слч. Erik Varda; Шаља, 9. јун 1976) словачки је репрезентативац у стрељаштву. Члан је Стрељачког клуба Братислава из Братиславе, а такмичи се у дисциплини трап.
На Олимпијским играма 2008. завршио је као девети у полуфиналу, а четири године касније у Лондону био је 12.
Највећи успех постигао је 2015. када је на 1. Европским играма у Бакуу освојио две медаље, златну у дисциплини трап мешовито. и сребрну трап појединачно.